# یوکو شیمادا
یوکو شیمادا (انگلیسی: Yoko Shimada؛ زادهٔ ۱۷ مهٔ ۱۹۵۳) هنرپیشه اهل ژاپن است. او بیشتر به خاطر بازی در نقش ماریکو در مینی‌سریال شوگون (۱۹۸۰) شناخته می‌شود. او برای بازی در این نقش توانست گلدن گلوب بهترین بازیگر زن مجموعه تلویزیونی درام را از آنِ خود کند.